# オーイシ×加藤のニコ生☆音楽王
『オーイシ×加藤のニコ生☆音楽王』（オーイシかとうのニコナマクソおんがくおう）は、2017年10月11日から2018年9月26日までニコニコ生放送にて配信されていたインターネット番組。

## 概要
オーイシ×加藤のピザラジオの前身となる番組である。
当時、ニコニコ生放送の運営会社であるドワンゴのスタッフだった長谷川Pによる思いつきから接点のなかったオーイシマサヨシと加藤純一を番組のMCとして引き合わせ番組が作られた。しかしその後、長谷川Pが会社（当時の上司）から嫌われていたことが原因でクビになり、番組が打ち切られ終了した。

## 来歴
- 2017年10月11日 放送開始。お互いが初対面だということから番組内では自己紹介が行われた[5]。
- 2018年4月28日 ニコニコ超会議2018 超音楽祭にオーイシと加藤の2人で出演。番組内でオーイシと共にギターを練習していた加藤がゆず「夏色」を弾き語りで披露し、その後番組のテーマソング「ドラゴンエネルギー」を披露した[6]。
- 2018年8月22日 番組内で製作された[7]テーマ曲「ドラゴンエネルギー」がCDシングルとしてリリースされた[8]。同曲は週間オリコンランキングで22位を記録した[9]。
- 2018年9月26日 番組放送終了。この回ではゲスト出演の回数が最も多かったMOSHIMOがゲスト枠で登場し、その後番組終了の理由を説明する為に、製作者である長谷川Pが急遽登場した。

## 番組放送終了後の影響
ニコ生☆音楽王での初共演以降、新たな番組でまた2人でMCを務めたり、オーイシのミュージックビデオに、加藤が友情出演を果たしたりなどオーイシ加藤での共演の機会が増えた。さらに、2021年8月25日に発売されたオーイシマサヨシの1stアルバム『エンターテイナー』にCD限定のボーナストラックとして番組のテーマ曲「ドラゴンエネルギー」が収録された。
2022年3月12日にYouTubeやTwitchにて結婚式披露宴生配信を行った加藤純一の為に、MCだったオーイシマサヨシが「しあわせチャンピョン」、本番組に最も多くゲスト出演していたMOSHIMOが「Jun Bride」とそれぞれ楽曲を書き下ろし、この番組にて加藤純一のファンであることを公言したAwesome City Clubのatagiは、オーイシと共に自身の代表曲「勿忘」を披露した。

## 出演者

### レギュラーメンバー
ほぼ毎回番組に出演していたメンバー。
- オーイシマサヨシ
- 加藤純一

### 過去のゲスト
| 2017年 | 2017年   | 2017年                                                                            |
| 回数   | 放送日   | ゲスト                                                                            |
| ------ | -------- | --------------------------------------------------------------------------------- |
| 1回目  | 10月11日 | なし                                                                              |
| 2回目  | 10月18日 | MOSHIMO / ひかのん                                                                |
| 3回目  | 10月25日 | CoverGirls / こまつ                                                               |
| 4回目  | 11月1日  | HIGH SPIRITS / Thinking Dogs                                                      |
| 5回目  | 11月8日  | SECRET GUYZ / 椎名慶治                                                            |
| 6回目  | 11月15日 | SUPER☆GIRLS / Gero                                                                |
| 7回目  | 11月22日 | 風光ル梟 / ハリウッドザコシショウ                                                 |
| 8回目  | 11月29日 | FES☆TIVE / 井口裕香                                                               |
| 9回目  | 12月6日  | MAY'S / Migimimi sleep tight                                                      |
| 10回目 | 12月13日 | 桃井はるこ / BOYS AND MEN                                                         |
| 11回目 | 12月20日 | マジカル・パンチライン                                                            |
| 2018年 |          |                                                                                   |
| 12回目 | 1月10日  | SOLIDEMO                                                                          |
| 13回目 | 1月17日  | TJ / 新世紀えぴっくすたぁネ申                                                     |
| 14回目 | 1月24日  | Tom-H@ck / ザ・フーパーズ                                                         |
| 15回目 | 1月31日  | 劇場版ゴキゲン帝国 / 浅岡雄也                                                     |
| 16回目 | 2月7日   | レイザーラモンRG                                                                  |
| 17回目 | 2月14日  | predia / i☆Ris                                                                    |
| 18回目 | 2月21日  | なし (温泉スペシャル！！)                                                         |
| 19回目 | 2月28日  | GOING UNDER GROUND                                                                |
| 20回目 | 3月7日   | MAGiC BOYS / 大石昌良                                                             |
| 21回目 | 3月14日  | B2takes!                                                                          |
| 22回目 | 3月21日  | アイドル♪オーケストラRY's / 佐香智久                                              |
| 23回目 | 3月28日  | 愛美 / サカモト教授                                                               |
| 24回目 | 4月4日   | 岩淵紗貴（MOSHIMO）                                                               |
| 25回目 | 4月11日  | ときめき♡宣伝部 / 曽我部恵一                                                      |
| 26回目 | 4月18日  | Awesome City Club（atagi、PORIN）                                                 |
| 27回目 | 4月25日  | Lead                                                                              |
| 28回目 | 5月2日   | 超音楽祭 舞台裏全てみせますSPの為なし。                                           |
| 29回目 | 5月9日   | さとり少年団 / Psycho le Cemu                                                     |
| 30回目 | 5月16日  | XOX / 伊東歌詞太郎                                                                |
| 31回目 | 5月23日  | 大橋彩香 / オーイシマサヨシ                                                       |
| 32回目 | 5月30日  | YOKO / フラチナリズム                                                             |
| 33回目 | 6月6日   | マッチョ29 / 東山奈央                                                             |
| 34回目 | 6月13日  | 海蔵亮太 / SURFACE (椎名慶治・永谷喬夫)                                           |
| 35回目 | 6月20日  | PINK CRES. / FABLED NUMBER                                                        |
| 36回目 | 6月27日  | ザ・フーパーズ / せらみかる・五月病マリオ                                         |
| 37回目 | 7月4日   | majiko / 三森すずこ                                                               |
| 38回目 | 7月11日  | PENGUIN RESEARCH / angela                                                         |
| 39回目 | 7月18日  | ウルトラマンロッソ / ウルトラマンブル (ウルトラマンR/B主題歌 「Hands」リリースSP) |
| 40回目 | 4月25日  | 阪本奨悟 / 尾崎由香                                                               |
| 41回目 | 8月1日   | Gero                                                                              |
| 42回目 | 8月8日   | 風光ル梟 / BOYS AND MEN (本田剛文/土田拓海/平松賢人/吉原雅人)                     |
| 43回目 | 8月15日  | 龍玄とし（X JAPAN）                                                               |
| 44回目 | 8月22日  | VALSHE                                                                            |
| 45回目 | 8月29日  | ゴクドルズ虹組 / 金築卓也 / 謎のおじさんまー君 / saluku                           |
| 46回目 | 9月5日   | アルルカン / おいしくるメロンパン                                                 |
| 47回目 | 9月12日  | Tom-H@ck                                                                          |
| 48回目 | 3月21日  | 松室政哉 / Sound Schedule                                                         |
| 49回目 | 9月26日  | MOSHIMO                                                                           |

## テーマ曲

### オープニングテーマ

#### 2018年
- 8月 VALSHE「今生、絢爛につき。」[15] (ビーイング)

### エンディングテーマ

#### 2017年
- 10月 オーイシマサヨシ「ニコニコ超会議2017 超音楽祭 LIVE映像」 (F.M.F)
- 11月 風光ル梟「翼-TSUBASA-」 (日本クラウン)
- 12月 オーイシマサヨシ「仮歌ツアー LIVE映像」 (TIME IS MONEY RECORDS/F.M.F)

#### 2018年
- 1月 新世紀えぴっくすたぁネ申「ボクノメーデー 」 (GalaxyRecord.Inc)
- 2月 OxT「GO CRY GO」 (メディアファクトリー)
- 3月 アイドル♪オーケストラRY's「#青春1・2・3」[16] (ハミングバード)
- 4月 オーイシマサヨシ「オトモダチフィルム」 (メディアファクトリー)
- 5月 Psycho le Cému「Revenger-暗闇の復讐者-」 (WARNER MUSIC JAPAN)
- 6月 海蔵亮太「愛のカタチ」 (日本クラウン)
- 7月 majiko「ひび割れた世界」 (ユニバーサルミュージック)
- 8月 風光ル梟「ショートケーキイズム」 (日本クラウン)
- 9月 OxT「Hello New World」 (メディアファクトリー)

## スタッフ
- プロデューサー・ディレクター：長谷川P
- 構成作家：とくも
- 制作：ドワンゴ